# Lijst van voetbalinterlands Burkina Faso - Djibouti
Deze lijst van voetbalinterlands is een overzicht van alle officiële voetbalwedstrijden tussen de nationale teams van Burkina Faso en Djibouti. De Afrikaanse landen speelden tot op heden drie keer tegen elkaar. De eerste ontmoeting, een kwalificatiewedstrijd voor het Wereldkampioenschap voetbal 2022, werd gespeeld in Marrakesh (Marokko) op 8 oktober 2021. Het laatste duel, een kwalificatiewedstrijd voor het Wereldkampioenschap voetbal 2026, vond plaats op 21 maart 2025 in El Jadida (Marokko).

## Wedstrijden
| № | Plaats    | Datum            | Competitie           | Wedstrijd               | Uitslag |
| - | --------- | ---------------- | -------------------- | ----------------------- | ------- |
| 1 | Marrakesh | 8 oktober 2021   | WK 2022 kwalificatie | Djibouti − Burkina Faso | 0 − 4   |
| 2 | Marrakesh | 11 oktober 2021  | WK 2022 kwalificatie | Burkina Faso − Djibouti | 2 − 0   |
| 3 | El Jadida | 21 maart 2025    | WK 2026 kwalificatie | Burkina Faso − Djibouti | 4 − 1   |
| 4 | Bissau    | 5 september 2025 | WK 2026 kwalificatie | Djibouti − Burkina Faso |         |

## Samenvatting
| Competitie      | Totaal gespeeld | Winst Burkina Faso | Gelijk | Winst Djibouti | Doelsaldo Burkina Faso – Djibouti |
| --------------- | --------------- | ------------------ | ------ | -------------- | --------------------------------- |
| WK-kwalificatie | 3               | 3                  | 0      | 0              | 10 − 1                            |
| Totaal          | 3               | 3                  | 0      | 0              | 10 − 1                            |

FBF · A-internationals · Olympisch elftal · Burkinees vrouwenelftal
1960 – 1969 · 
1970 – 1979 · 
1980 – 1989 · 
1990 – 1999 · 
2000 – 2009 · 
2010 – 2019 ·
2020 − 2029
Algerije ·
Angola ·
Bahrein ·
België ·
Benin ·
Botswana ·
Burundi ·
Centraal-Afrikaanse Republiek ·
Chili ·
Comoren ·
Congo-Brazzaville ·
Congo-Kinshasa ·
Djibouti ·
Egypte ·
Equatoriaal-Guinea ·
Ethiopië ·
Gabon ·
Gambia ·
Ghana ·
Guinee ·
Guinee-Bissau ·
Iran ·
Ivoorkust ·
Kaapverdië ·
Kameroen ·
Kazachstan ·
Kenia ·
Kosovo · 
Lesotho ·
Liberia ·
Libië ·
Madagaskar ·
Malawi ·
Mali ·
Marokko ·
Mauritanië ·
Mozambique ·
Namibië ·
Niger ·
Nigeria ·
Noord-Korea ·
Oeganda ·
Oezbekistan ·
Oman ·
Qatar ·
Senegal ·
Seychellen ·
Sierra Leone ·
Soedan ·
Swaziland ·
Tanzania ·
Togo ·
Tunesië ·
Zambia ·
Zimbabwe ·
Zuid-Afrika ·
Zuid-Korea ·
Zuid-Soedan
Nigeria (2013)
FDF · A-internationals · Djiboutiaans vrouwenelftal · Olympisch elftal · 
1990 – 1999 ·
2000 – 2009 ·
2010 – 2019 ·
2020 − 2029
1994 · 
1995 · 
1996 · 
1997 · 
1998 · 
1999 · 
2000 · 
2001 · 
2002 · 
2003 · 
2004 · 
2005 · 
2006 · 
2007 · 
2008 · 
2009 ·
2010 · 
2011 · 
2012 ·
2013 ·
2014 ·
2015 · 
2016 ·
2017 ·
2018 ·
2019 ·
2020 ·
2021 ·
2022 ·
2023 ·
2024
Algerije ·
Burkina Faso ·
Burundi ·
Comoren ·
Congo-Kinshasa ·
Egypte ·
Equatoriaal-Guinea ·
Eritrea ·
Ethiopië ·
Gambia ·
Guinee-Bissau ·
Jemen ·
Kenia ·
Libanon ·
Liberia ·
Malawi ·
Mauritius ·
Namibië ·
Niger ·
Oeganda ·
Pakistan ·
Rwanda ·
Sierra Leone ·
Soedan ·
Somalië ·
Swaziland ·
Tanzania ·
Togo ·
Tunesië ·
Zambia ·
Zimbabwe ·
Zuid-Soedan